# Sharon Tate
Sharon Marie Tate (n. 24 ianuarie 1943, Dallas, Texas, SUA – d. 9 august 1969, Los Angeles, California, SUA) a fost o actriță și model americană. Încă din copilărie, a participat la concursuri de frumusețe și a apărut frecvent pe copertele și paginile revistelor glossy. Începând cu anii 1960, a jucat în roluri mici în emisiuni de divertisment și seriale de televiziune. A debutat în cinematografie în 1961, interpretând un rol episodic de patriciană în drama biblică a lui Richard Fleischer, „Barabbas”, o adaptare a romanului omonim de Pär Lagerkvist. Ultimul film finalizat cu participarea lui Tate, comedia de aventuri a lui Nicolas Gessner, „12 + 1”, inspirată de romanul „Doisprezece scaune” de Ilf și Petrov, a fost lansat postum în 1969. În cei opt ani de carieră cinematografică, Tate a interpretat douăsprezece roluri diverse în film și televiziune, majoritatea primite favorabil de critici. În 1968, a fost nominalizată la premiul Globul de Aur pentru rolul Jennifer North în filmul „Valley of the Dolls” (1967); la ceremonia de decernare a premiilor a fost desemnată drept una dintre cele mai promițătoare tinere actrițe de la Hollywood. În același an, s-a căsătorit cu regizorul Roman Polanski. Un an mai târziu, fiind în a noua lună de sarcină, a fost ucisă în propria sa casă de membrii comunii criminale „Familia” conduse de Charles Manson.

## Biografie

### Copilăria și tinerețea
Sharon Tate a fost cea mai mare dintre cele trei fiice ale ofițerului Armatei SUA, colonelul Paul James Tate, și a soției sale, Doris Gwendolyn Tate. Sora ei, Debra, susține că familia are origini engleze și franco-elvețiene. Deși Sharon a câștigat titlul de „Miss Tiny Tot of Dallas Pageant” la doar șase luni, părinții ei nu au avut planuri pentru o carieră în showbiz pentru fiica lor. Paul Tate a fost promovat de mai multe ori și transferat în diferite unități, astfel încât familia s-a mutat de șase ori până în 1959, ceea ce a făcut dificil pentru Sharon să-și facă prieteni. Rudele o considerau timidă și nesigură; mai târziu, Tate a observat că mulți „îi confundau atunci timiditatea cu răceala, până ajungeau să o cunoască mai bine”.
Pe măsură ce creștea, cei din jur observau tot mai des frumusețea ei remarcabilă. Participând la câteva concursuri de frumusețe, Sharon a câștigat în 1959 titlul de „Miss Richland”. După absolvirea liceului, intenționa să studieze psihiatria la universitate sau să participe la concursul „Miss Washington 1960”, dar nu a reușit să se decidă, deoarece tatăl ei a fost transferat în Italia. Familia l-a urmat pe Paul Tate la noua reședință. La scurt timp după sosirea în Verona, Sharon Tate a aflat că devenise o celebritate locală datorită publicării unei fotografii cu ea în costum de baie pe coperta ziarului militar „Stars and Stripes”. S-a integrat rapid printre colegii săi de la școala americană din Vicenza; pentru prima dată în viață, Sharon a legat prietenii strânse cu cei de aceeași vârstă.

### Debutul carierei de actriță

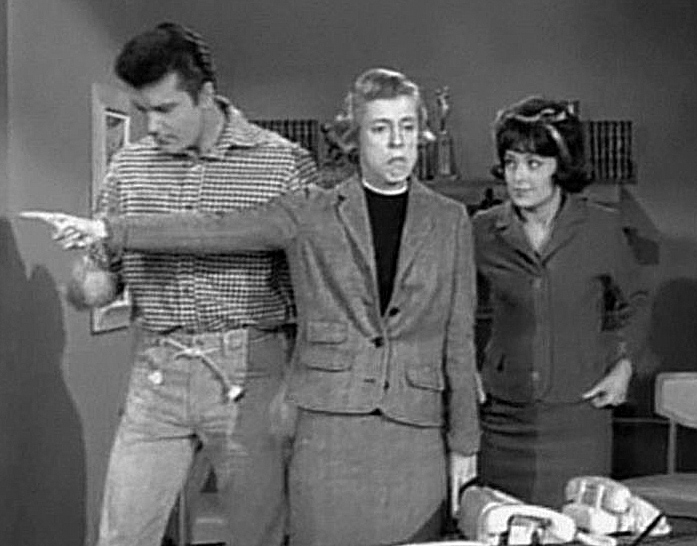
Sharon Tate (dreapta) în rolul lui Janet Trego în serialul de comedie The Beverly Hillbillies (episodul „Iepurele uriaș”, 1964).

În timpul filmărilor pentru „The Young Philadelphians”, cu Paul Newman, Susan Strasberg și Richard Beymer, Tate și prietenii ei frecventau platoul de filmare, participând ca figuranți. Beymer, s-a întâlnit cu ea de mai multe ori între filmări, încurajând-o să devină actriță. În 1961, a apărut pentru prima dată la televizor într-un spectacol muzical cu cântărețul Pat Boone, filmat în Veneția.
În același an, Tate a participat din nou ca figurant în filmul „Barabbas”, filmat în apropierea Veronei. Deși rolul ei era prea nesemnificativ pentru a-i evalua talentul actoricesc, aspectul fizic și atitudinea ei față de muncă au lăsat o impresie favorabilă actorului Jack Palance. Încercările de a obține un rol la Roma, facilitate de Palance, nu au avut succes, iar Sharon, lăsând familia în Italia, s-a întors în Statele Unite, pretinzând că trebuie să „își continue studiile” și căutând oportunități în cinematografie. Câteva luni mai târziu, Doris Tate, temându-se serios pentru siguranța fiicei sale, a suferit o cădere nervoasă, iar Sharon, cedând rugăminților familiei, s-a întors în Italia.
În 1962, familia Tate s-a stabilit din nou în Statele Unite. Mutându-se în Los Angeles, Sharon a luat legătura cu agentul lui Richard Beymer, Harold Gefsky. După prima întâlnire cu Tate, Gefsky a acceptat să îi reprezinte interesele, aranjând pentru ea diverse lucrări în publicitate pentru televiziune și reviste. În 1963, Gefsky a prezentat-o pe Tate directorului companiei de film Filmways, Inc., Martin Ransohoff, care a semnat cu ea un contract pe șapte ani. În același an, actrița a fost luată în considerare pentru rolul lui Billie Jo Bradley în sitcomul CBS „Petticoat Junction”, dar Ransohoff a considerat că nu era suficient de încrezătoare, iar rolul a fost atribuit lui Jeannine Riley.
Pentru a o ajuta pe Tate să acumuleze experiență, Ransohoff i-a oferit roluri mici în sitcomurile „Mister Ed” și „The Beverly Hillbillies”, dar nu dorea încă să o distribuie într-un rol mai important. „Domnul Ransohoff nu voia ca publicul să mă vadă până nu eram pregătită”, a declarat Tate în 1967 într-un interviu pentru revista Playboy.
În jurul anului 1963, Sharon Tate a început o relație cu actorul francez Philippe Forquet, care a dus în scurt timp la o logodnă. Totuși, relația dintre ei a fost foarte tensionată, iar în 1964 s-au despărțit.
Tot în 1964, actrița l-a cunoscut pe Jay Sebring, un fost marinar care devenise stilist la Hollywood. Mai târziu, Sharon Tate a spus că Jay avea un caracter foarte blând, dar când Sebring i-a propus căsătoria, ea a refuzat. Potrivit lui Tate, căsătoria ar fi forțat-o să renunțe la cariera de actriță, în timp ce ea era hotărâtă să se concentreze pe aceasta. Sebring și Tate au fost un cuplu între 1964 și 1966, până când Sharon l-a întâlnit pe Roman Polanski pe platourile de filmare ale peliculei „The Fearless Vampire Killers”. După despărțire, au rămas în relații bune și au menținut legătura până la sfârșitul vieții. Jay a murit apărând-o pe Sharon, care era în a opta lună de sarcină.

### Cariera cinematografică

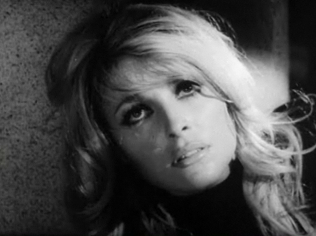
Sharon Tate în filmul Eye of the Devil (1966)

La sfârșitul anului 1965, Sharon Tate a obținut primul ei rol notabil în filmul „Eye of the Devil”, alături de David Niven, Deborah Kerr și David Hemmings.
Tate și Sebring au plecat la Londra pentru pregătirea filmărilor. Sharon interpreta rolul lui Odile, o vrăjitoare care exercită o putere misterioasă asupra unui latifundiar (Niven) și a soției acestuia (Kerr). David Niven a descris-o ca fiind „o mare descoperire”. Într-un interviu, Tate a spus că a fost norocoasă să lucreze cu astfel de profesioniști în primul său film. Majoritatea filmărilor au avut loc în Anglia, iar Jay Sebring s-a întors la Los Angeles. După filmări, Sharon a rămas în Londra, imersându-se în lumea modei și a cluburilor de noapte. În aceeași perioadă, l-a întâlnit pe Roman Polanski.
Compania de producție Filmways i-a propus lui Roman Polanski să regizeze filmul „The Fearless Vampire Killers”. Sharon Tate avea un contract cu Filmways și i s-a oferit să participe la audiții. Polanski își imagina altfel rolul Sarei în „The Fearless Vampire Killers”. Însă, de îndată ce Sharon a încercat peruca roșcată și cămașa de noapte în care urma să apară personajul, Roman a realizat că nu-și dorea altă actriță pentru acest rol. Perfecționistul Polanski a fost răbdător cu neexperimentata Tate, menționând într-un interviu că pentru o anumită scenă a fost nevoie de șaptezeci de duble până când a fost mulțumit. Cei doi au început o relație, iar după finalizarea filmărilor, Sharon s-a mutat în apartamentul lui Polanski din Londra.
Sharon Tate s-a întors în Statele Unite pentru a juca în filmul „Don’t Make Waves” alături de Tony Curtis, lăsându-l pe Polanski în Londra. Tate a interpretat rolul lui Malibu, personaj care a servit drept prototip pentru păpușa „Malibu Barbie”.
La întoarcerea în SUA, Polanski a semnat un contract cu Robert Evans, șeful Paramount Pictures, pentru regizarea și scrierea scenariului filmului „Rosemary's Baby”, bazat pe romanul omonim al lui Ira Levin. Rolurile principale în film au fost jucate de Mia Farrow și John Cassavetes. Sharon a apărut într-un rol episodic ca fată la o petrecere, însă scenele cu ea nu au fost incluse în versiunea finală a filmului.
În 1967, Sharon Tate a semnat un contract pentru unul dintre rolurile principale în adaptarea cinematografică a romanului „Valley of the Dolls” de Jacqueline Susann. Ecranizarea a avut o mare rezonanță și se aștepta ca un astfel de rol proeminent să-i propulseze cariera lui Sharon. Ea i-a mărturisit lui Polanski că nu îi place nici cartea, nici scenariul. Patty Duke, Barbara Parkins și Judy Garland au fost audiate pentru celelalte roluri principale. Câteva săptămâni mai târziu, Susan Hayward a înlocuit-o pe Garland după ce aceasta a fost concediată.
Regizorul Mark Robson a fost foarte critic față de cele trei actrițe principale, dar, conform lui Duke, cea mai mare parte a criticilor sale au fost direcționate către Tate. Duke a menționat ulterior că Robson „o trata pe [Tate] constant ca pe o persoană cu probleme, ceea ce ea cu siguranță nu era, și era extrem de sensibilă și vulnerabilă la insulte”.

### Căsătoria cu Roman Polanski
La sfârșitul anului 1967, Sharon Tate și Roman Polanski s-au întors la Londra și s-au căsătorit pe 20 ianuarie 1968, într-o ceremonie foarte mediatizată.
Cuplul s-a întors la Los Angeles și a devenit rapid parte a unui grup social format din cei mai de succes tineri din industria cinematografică, incluzându-i pe Steve McQueen, Warren Beatty, Mia Farrow, Peter Sellers și Jane Fonda. Jay Sebring a rămas unul dintre cei mai apropiați prieteni ai cuplului. Printre prietenii lui Polanski se numărau și persoane pe care le cunoștea din tinerețe în Polonia, cum ar fi Wojciech Frykowski și iubita sa, moștenitoarea imperiului de cafea, Abigail Folger. În iunie 1968, soții s-au mutat în casa lui Patty Duke de pe Summit Ridge Drive, Beverly Hills.
În vara anului 1968, Tate a început să joace în următorul său film, comedia „The Wrecking Crew”, unde a interpretat rolul Freyei Carlson, o spioană ghinionistă, alături de Dean Martin în rolul lui Matt Helm. Filmul a avut succes și i-a adus lui Sharon Tate recenzii favorabile. Martin a menționat că intenționează să facă un alt film despre Matt Helm și că vrea ca Tate să joace în el.
În aceeași perioadă, Tate a fost desemnată una dintre cele mai bune tinere actrițe ale anului și a fost nominalizată la premiul Globul de Aur pentru rolul din filmul „Valley of the Dolls”.
La sfârșitul anului 1968, Sharon Tate a rămas însărcinată, iar pe 15 februarie 1969, ea și Polanski s-au mutat în casa de pe 10050 Cielo Drive din Benedict Canyon, unde locuiseră anterior prietenii lor, Terry Melcher și Candice Bergen. Sharon descria casa ca fiind „casa iubirii”.
Încântată de recenziile pozitive, Tate a ales comedia „12 + 1”[1] ca următorul său film, explicând că a făcut această alegere în principal datorită posibilității de a juca alături de Orson Welles. Polanski a plecat la Londra pentru a lucra la filmul „The Day of the Dolphin”. Sharon și Roman au decis să subînchirieze casa. În martie 1969, Frykowski și Folger s-au mutat în casa de pe Cielo Drive.
Pe 23 martie 1969, Sharon Tate și Rudi Altobelli, proprietarul casei, se pregăteau să plece în Europa. După-amiaza, Charles Manson a apărut la casa căutându-l pe Terry Melcher. Rudi Altobelli și prietenul lui Sharon, fotograful iranian Shahrokh Hatami, l-au alungat. În cadrul procesului din 1970, adjunctul procurorului districtual Vincent Bugliosi a indicat acest incident ca o posibilă cauză a evenimentelor din 9 august.
După finalizarea filmului „12 + 1”, Sharon Tate s-a alăturat lui Polanski în Londra. Ea a pozat în apartamentul lor pentru fotograful Terry O’Neill, în scene domestice obișnuite. Într-un interviu din iulie, un jurnalist a întrebat-o pe Tate dacă crede în destin, la care ea a răspuns: „Desigur. Toată viața mea a fost decisă de destin. Cred că ceva mai puternic decât noi înșine ne decide soarta. Știu un lucru — nu am planificat niciodată nimic din ceea ce mi s-a întâmplat.”
Copilul trebuia să se nască la sfârșitul lunii august 1969. Sharon și Roman au decis că, dacă va fi băiat, îl vor numi Paul Richard, în onoarea ambilor bunici.
Sharon s-a întors din Londra la Los Angeles pe 20 iulie 1969, hotărâtă să nască în Statele Unite. Roman a rămas în Londra, pregătindu-se pentru filmările la „The Day of the Dolphin”. Polanski urma să se întoarcă pe 17 august, chiar la timp pentru nașterea copilului, și i-a rugat pe Frykowski și Folger să rămână în casă cu Sharon până la întoarcerea sa.

## Moartea și consecințele

### Asasinatul

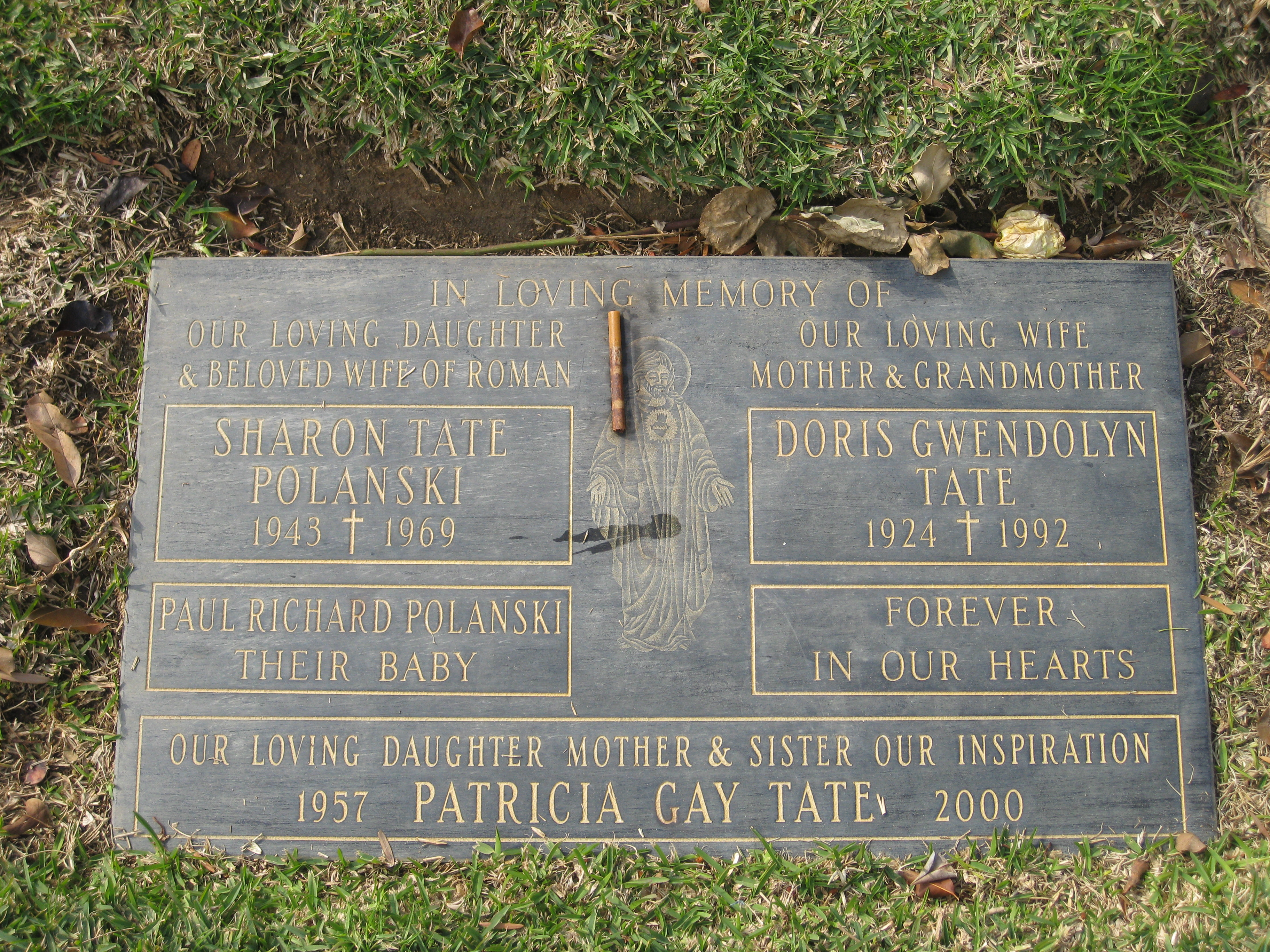
Mormântul lui Sharon Tate la cimitirul Holy Cross din Culver City

Vineri, 8 august, Roman i-a telefonat lui Sharon pentru a o informa că întârzie câteva zile. El a promis să se întoarcă la Los Angeles luni. După prânz, surorile lui Sharon, Debra și Patti, au sunat-o și i-au propus să vină să petreacă noaptea cu ea, pentru a nu fi singură. Sharon a refuzat. Fără să știe, astfel le-a salvat viețile. Seara, Sharon Tate, Jay Sebring, Wojciech Frykowski și Abigail Folger au mers la restaurantul El Coyote, întorcându-se pe Cielo Drive în jurul orei 22:30.
În cursul nopții, ei au fost uciși de membrii "Familiei" lui Charles Manson. Trupurile lor au fost descoperite a doua zi dimineața de menajera Winifred Chapman. Poliția a sosit la locul crimei și a găsit trupul unei victime întâmplătoare, Steven Parent, de optsprezece ani. El fusese împușcat în propria mașină, când era pe punctul de a pleca. În interiorul casei, pe podea, printre fructe călcate în picioare, se afla Jay Sebring, împușcat, cu fața și mâinile tăiate cu cuțitul. Jay a primit șapte răni de cuțit și una de armă de foc; capul îi era acoperit cu un prosop însângerat, iar gâtul îi era înfășurat cu o frânghie albă de nailon. O altă frânghie era trecută peste o grindă de tavan, celălalt capăt fiind înfășurat în jurul gâtului lui Sharon. Pe peluza din fața casei zăcea trupul lui Frykowski; puțin mai departe, cel al lui Abigail Folger. Ușa de la intrare era deschisă; pe partea inferioară, cu ceva ce părea a fi sânge, era scris cuvântul „Pig” (porc). Trupurile au fost identificate de agentul lui Polanski, William Tennant. Pe trupurile tuturor victimelor, cu excepția lui Parent, au fost foarte multe răni de cuțit. În raportul legistului, se menționează că Sharon avea șaisprezece răni de cuțit, dintre care cinci erau mortale.
Poliția a arestat singurul supraviețuitor, îngrijitorul William Garretson. Garretson locuia în casa de oaspeți, la o mică distanță de casa principală, astfel încât nu a fost imediat observat. A fost interogat ca principal suspect și a trecut testul cu detectorul de minciuni. El a declarat că Steven Parent l-a vizitat în jurul orei 23:30 și a plecat după câteva minute. Garretson a mai spus că nu a fost implicat în crime, nu a auzit nimic și nu știe nimic. Poliția a acceptat explicațiile sale și i-a permis să plece.
Polanski a fost informat despre crime și s-a întors la Los Angeles. Poliția nu a reușit să determine motivul crimelor și l-a interogat despre soția și prietenii săi. Miercuri, 13 august, Sharon Tate a fost înmormântată într-un sicriu închis la cimitirul Holy Cross, în Culver City, California, alături de copilul său nenăscut. Copilul a fost numit postum Paul Richard Polanski.
Revista Life a publicat un articol amplu despre crime și a prezentat fotografii de la locul faptei. Polanski a acordat un interviu pentru acest articol și a permis să fie fotografiat la intrarea în casă, lângă ușa pe care era scris cuvântul „Pig” cu sângele soției sale. A fost puternic criticat pentru aceste acțiuni. Roman a susținut că dorea să afle cine era responsabil și era dispus să șocheze cititorii revistei în speranța că cineva va veni cu informații.
Atenția sporită acordată victimelor a dus la reeditarea filmelor cu Sharon Tate, care au devenit mai populare decât înainte. Unele ziare au început să speculeze despre motivele crimelor. Polanski a mărturisit ulterior că în primele luni după crimă și-a suspectat prietenii, iar paranoia sa s-a diminuat abia când ucigașii au fost arestați.
Ziarele relatau că multe vedete de la Hollywood părăseau orașul în grabă, iar altele își instalau sisteme de securitate în casele lor. Scriitorul Dominick Dunne și-a amintit ulterior despre tensiunea acelor vremuri: „Valurile de șoc care au traversat orașul au afectat pe toată lumea. Oamenii erau convinși că bogații și celebritățile erau în pericol. Copiii erau scoși din oraș. Se angajau gărzi de corp. Steve McQueen a luat un pistol când a mers la înmormântarea lui Jay Sebring.”
În septembrie 1969, membrii „Familiei” Manson au fost arestați pentru alte infracțiuni, ceea ce a condus în cele din urmă la descoperirea adevăratului motiv al crimelor de la Cielo Drive. Ei au explicat că motivul nu era legat de persoanele victimelor, ci de casa care fusese anterior închiriată de producătorul Terry Melcher, cunoscut cu Manson. În 1994, casa a fost demolată, iar pe locul său a fost construită una nouă, cu adresa modificată la 10066 Cielo Drive.

## Caracter și imagine publică
Sharon Tate avea obiceiul de a merge desculță în public, iar atunci când mergea la restaurante cu regula „fără încălțăminte, fără servire”, își punea o bandă elastică în jurul gleznelor, prefăcându-se că poartă sandale. Acest aspect al personalității ei a fost redat în filmul „Once Upon a Time in Hollywood”.

## În cultura populară
În 2009, artistul american Jeremy Kenyon Lockyer Corbell a prezentat expoziția ICON: Life Love & Style of Sharon Tate în cinstea împlinirii a 40 de ani de la moartea actriței. Cu binecuvântarea familiei Tate, Corbell a creat o expoziție artistică istorică compusă din 350 de obiecte dedicate stilului și vieții lui Tate. Această prezentare, bazată pe artă și modă, a demonstrat piese vestimentare din garderoba lui Tate de la designeri renumiți precum Christian Dior, Thea Porter, Ossie Clark și Yves Saint Laurent.
În 2014, a fost publicată cartea scrisă de sora lui Tate, Debra, intitulată Sharon Tate: Recollection.
- În 2016, Katie Cassidy a interpretat rolul lui Sharon Tate în filmul de groază Wolves at the Door, bazat pe crimele comise de „Familia” Manson.
- În 2017, Rachel Roberts a jucat rolul lui Tate în al șaptelea sezon din American Horror Story.
- În filmul din 2018, Charlie Says, Grace Van Dien a interpretat rolul lui Tate.
- Tot în 2018, regizorul Daniel Farrands a confirmat că lucrează la un film intitulat The Haunting of Sharon Tate,[22] în care Hilary Duff joacă rolul principal. Filmul a fost lansat pe 5 aprilie 2019.
- Margot Robbie a interpretat rolul lui Tate în filmul lui Quentin Tarantino din 2019, Once Upon a Time in Hollywood, parțial bazat pe povestea crimelor „Familiei” Manson. În 2021, Tarantino a publicat un roman omonim bazat pe film, în care rolul lui Tate este și mai proeminent.

Tate este menționată în versurile piesei „It’s Too Late” de la The Jim Carroll Band. În onoarea ei a fost numită trupa punk Sharon Tate’s Baby, activă între 1987 și 1993.

## Filmografie
| Anul      | Filmul                                                        | Rol                              | Note                                                           |
| --------- | ------------------------------------------------------------- | -------------------------------- | -------------------------------------------------------------- |
| 1961      | Barabbas                                                      | Patrician in Arena               | -                                                              |
| 1962      | Aventurile unui tânăr (Hemingway's Adventures of a Young Man) | -                                | -                                                              |
| 1963-1965 | The Beverly Hillbillies                                       | Janet Trego                      | 15 episode                                                     |
| 1963      | Mister Ed                                                     | Telephone Operator Sailor's Girl | Episode "Love Thy New Neighbor" Episode "Ed Discovers America" |
| 1964      | The Americanization of Emily                                  | Beautiful Girl                   | -                                                              |
| 1965      | The Man from U.N.C.L.E.                                       | Therapist                        | Episode "The Girls of Nazarone Affair"                         |
| 1966      | Eye of the Devil                                              | Odile de Caray                   |                                                                |
| 1967      | The Fearless Vampire Killers                                  | Sarah Shagal                     |                                                                |
| 1967      | Don't Make Waves                                              | Malibu                           |                                                                |
| 1967      | Valea păpușilor (Valley of the Dolls)                         | Jennifer North                   |                                                                |
| 1968      | Rosemary's Baby                                               | Fata de la Party                 | -                                                              |
| 1968      | The Wrecking Crew                                             | Freya Carlson                    |                                                                |
| 1969      | The Thirteen Chairs (cunoscut ca 12+1)                        | Pat                              | publicat postum                                                |